# راينهارد هينريتش فرديناند فيشر
راينهارد هينريتش فرديناند فيشر (بالألمانية: Reinhard Ferdinand Heinrich Fischer)‏ هو مهندس معماري ألماني، ولد في 18 يونيو 1746 في شتوتغارت في ألمانيا، وتوفي بنفس المكان في 25 يونيو 1813.